# 스탓하위스
스탓하위스(네덜란드어: Stadthuys, "시청"을 뜻하는 옛 네덜란드어 철자)는 말레이시아 믈라카주의 주도인 믈라카의 중심부에 위치한 역사적 건축물이다. 동남아시아에서 오랜 역사를 가진 네덜란드 양식의 건축물로서 붉은 광장(영어: Red Square)으로 알려진 곳이기도 하다. 스탓하위스는 붉은색 외관과 인근에 건설된 붉은색 시계탑으로 알려져 있다.

## 역사
스탓하위스는 1650년에 네덜란드의 식민지였던 믈라카에 거주하던 네덜란드인들에 의해 건립된 이후에 19세기에 네덜란드령 믈라카가 대영제국에 양도될 때까지 네덜란드령 믈라카 총독과 부총독의 관저로 사용되었다.
1826년 12월 7일에는 믈라카에 거주하던 영국 출신 선교사들에 의해 스탓하위스 인근에 설립한 믈라카 무료 학교(Malacca Free School)가 개교했다. 이 학교는 1825년 4월 19일에 믈라카에 영어 교육 기관을 설치해 줄 것을 요구한 J. 험프리(J. Humprey), J. W. 오브리(J. W. Ovree), A. W. 봄가튼(A. W. Baumgarten)이 서명한 서한에 따라 설치되었다. 이 학교는 영국이 믈라카 주민들에게 무상교육을 제공하던 교육 기관이었는데 1871년에 영국 정부에 인수되면서 믈라카 고등학교(Malacca High School)로 개편되었다. 1931년에는 믈라카 고등학교가 지금과 같은 찬쿤청로(Chan Koon Cheng Road)로 이전했다.

## 구조
스탓하위스는 믈라카 락사마나로(Laksamana Road)에 건립된 교회당 옆에 위치하고 있으며 동남아시아에 남아 있는 가장 오래된 네덜란드 양식의 역사적 건축물이다. 현재는 믈라카 역사 민족학 박물관의 본관 역할을 하고 있다. 박물관의 전시물 중에서는 믈라카주의 역사와 관련된 전통 의상과 공예품들이 포함되어 있어 믈라카주에서 최고 수준의 박물관으로 여겨지고 있다.
스탓하위스는 믈라카 요새의 성벽 안에 위치하며 요새화된 믈라카의 북쪽 입구와 반대편 강 건너편에 위치한다. 이 요새는 세인트폴 언덕 주변의 넓은 지역을 차지하고 있었는데 세인트폴 언덕에는 네덜란드 동인도 회사 사무실, 창고, 믈라카 식민 지배에 필요한 모든 시설이 들어 있었다. 하지만 나폴레옹 전쟁 기간 동안에 아시아에 남아 있던 네덜란드의 재산들이 프랑스의 보호를 받게 되자 영국 군대가 믈라카 요새의 성벽을 파괴했기 때문에 지금은 남아 있지 않다.
스탓하위스는 거대한 복합 건물이다. 건물의 내부는 2층 구조를 띠고 있고 너비는 30m에 달한다. 스탓하위스 안에는 총독 집무실, 기도실, 식당, 영빈관, 노예의 집, 상인의 집, 교도소, 상업 사무실, 창고, 빵집 등이 설치되어 있다. 열대 기후가 종이가 급격히 줄어드는 원인이 되는 경우가 많지만 스탓하위스의 넓은 서고는 공문서 보존에 이상적인 구조를 띠고 있다. 이는 두터운 벽, 높은 천장, 커다란 바닥 타일 등이 시원한 실내 분위기를 제공하고 건식 지하실 효과를 내기 때문인 것으로 추정된다.
네덜란드 광장에 위치한 스탓하위스는 문과 계단이 있는 커다란 창문들이 웅장하고 인상적인 모습을 연출한다. 바깥쪽에는 작은 발코니로 이어지는 2층 계단으로 이어지는 돌로 된 선반이 있는데 1층 문으로도 접근이 가능하다. 네덜란드령 믈라카 시대에는 동남아시아의 다른 모든 네덜란드의 행정 청사들과 마찬가지로 스탓하위스도 흰색으로 칠해져 있었다. 1824년에 체결된 영국-네덜란드 조약을 통해 네덜란드가 믈라카를 영국에 양도하면서 믈라카는 영국의 식민지가 되었다. 1911년에 영국은 스탓하위스와 믈라카 교회당의 외벽을 붉은 색으로 칠했다. 스탓하위스의 외벽이 영국인에 의해 붉은색으로 바뀐 이유에 대해서는 여러 가지 가설이 전한다.

## 사진

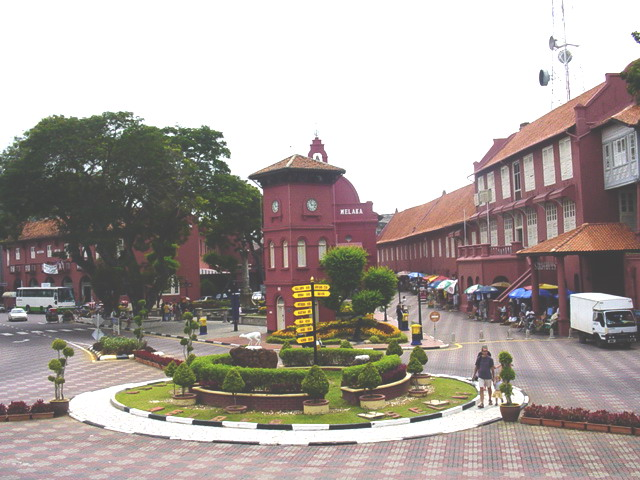
스탓하위스
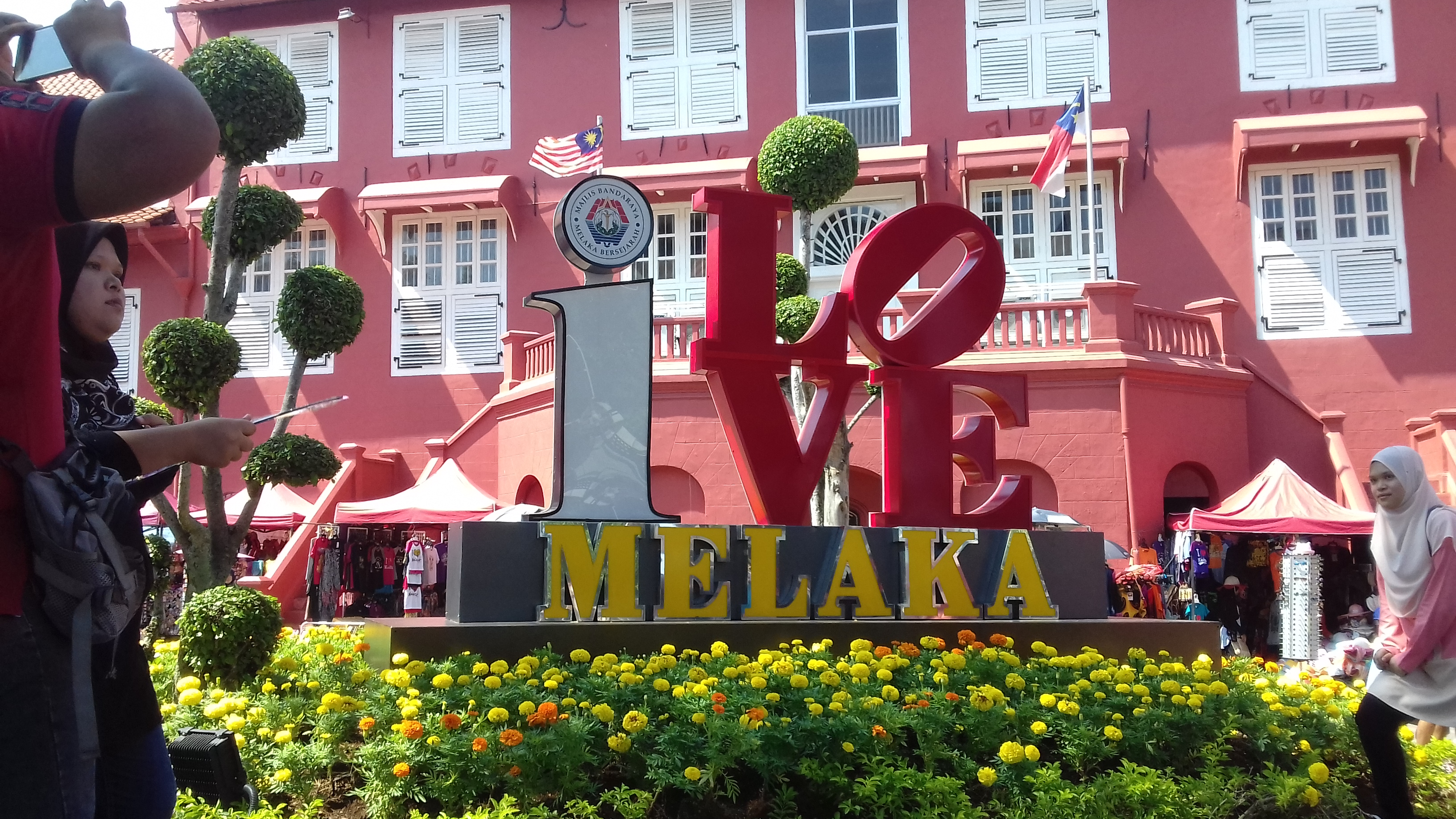
스탓하위스 앞에 설치된 "I Love Melaka" 조형물

## 같이 보기
- 프란치스코 하비에르